# Мар'ям-Ґольшан
Мар'ям-Ґольшан (перс. مريم گلشن) — село в Ірані, у дегестані Лісар, у бахші Карґан-Руд, шагрестані Талеш остану Ґілян. У переписі 2006 року вказане як окремий населений пункт, але без відомостей про чисельність населення.

## Клімат
Середня річна температура становить 11,85 °C, середня максимальна – 26,46 °C, а середня мінімальна – -2,86 °C. Середня річна кількість опадів – 572 мм.
| Клімат поселення                              | Клімат поселення | Клімат поселення | Клімат поселення | Клімат поселення | Клімат поселення | Клімат поселення | Клімат поселення | Клімат поселення | Клімат поселення | Клімат поселення | Клімат поселення | Клімат поселення | Клімат поселення |
| Показник                                      | Січ.             | Лют.             | Бер.             | Квіт.            | Трав.            | Черв.            | Лип.             | Серп.            | Вер.             | Жовт.            | Лист.            | Груд.            |                  |
| Середній максимум, °C                         | 8,99             | 8,08             | 10,03            | 14,76            | 19,90            | 24,40            | 26,46            | 26,03            | 21,63            | 17,99            | 12,47            | 9,17             |                  |
| Середня температура, °C                       | 3,52             | 2,60             | 4,57             | 9,28             | 14,42            | 18,92            | 22,32            | 21,89            | 17,48            | 13,86            | 8,32             | 5,03             |                  |
| Середній мінімум, °C                          | −1,98            | −2,86            | −0,93            | 3,80             | 8,94             | 13,44            | 18,17            | 17,75            | 13,34            | 9,70             | 4,17             | 0,89             |                  |
| Норма опадів, мм                              | 45               | 42               | 59               | 57               | 50               | 27               | 14               | 23               | 53               | 84               | 63               | 55               |                  |
| Середньомісячна швидкість вітру, м/с          | 2.20             | 2.50             | 2.50             | 2.57             | 2.28             | 2.20             | 2.50             | 2.30             | 1.98             | 2.02             | 2.18             | 2.04             |                  |
| Середньомісячна сонячна радіація, кДж/м²·день | 6978             | 9399             | 11620            | 15855            | 19594            | 22417            | 23246            | 19773            | 16239            | 11229            | 8411             | 6524             |                  |
| --------------------------------------------- | ---------------- | ---------------- | ---------------- | ---------------- | ---------------- | ---------------- | ---------------- | ---------------- | ---------------- | ---------------- | ---------------- | ---------------- | ---------------- |
| Джерело:                                      |                  |                  |                  |                  |                  |                  |                  |                  |                  |                  |                  |                  |                  |